# دلفين كلايمين
دلفين كلايمين (الاسم العلمي: Stenella clymene) (بالإنجليزية: Clymene dolphinو short-snouted spinner dolphin)‏ هو نوع من الثدييات يتبع جنس الدلفين المنقط من فصيلة الدلافين المحيطية.